# Dofí tacat de l'Atlàntic
El dofí tacat de l'Atlàntic (Stenella frontalis) és un dofí que viu a la zona del corrent del Golf de l'oceà Atlàntic nord. Els membres més vells de l'espècie tenen una coloració tacada molt característica arreu del cos. Alguns dofins tacats de l'Atlàntic, especialment alguns dels que viuen a prop de les Bahames, s'han acostumat al contacte amb els humans. Allí, s'organitzen creuers per veure els dofins i fins i tot banyar-se amb ells.